# J'ai oublié
J'ai oublié est un récit autobiographique de l'actrice française Bulle Ogier, coécrit avec Anne Diatkine, publié le 19 septembre 2019. Il reçoit le prix Médicis essai la même année.

## Accueil critique et distinctions
Bien reçu par la critique à sa parution,,, ce récit autobiographique de Bulle Ogier – coécrit avec la journaliste Anne Diatkine – est celui d'une « comédienne [qui] se raconte avec finesse et légèreté dans un livre de souvenirs » bâti autour du manque de sa fille, l'actrice Pascale Ogier, morte à 26 ans. Le Magazine littéraire le qualifie de « très beau livre d'actrice [...se voulant] comme l'envers ou la réplique du Je me souviens de Georges Perec », le livre est rapproché de l'œuvre d'Annie Ernaux ».
En compétition également pour le prix Femina essai, le livre reçoit le 8 novembre 2019 le prix Médicis essai,.

## Éditions
- Éditions du Seuil, coll. « Fiction et Cie », 2019  (ISBN 9782021417227)[9].